# Ruth Downie
Ruth Downie (* 18. April 1955 in Ilfracombe, Devon) ist eine britische Schriftstellerin.
Downie studierte am King’s College in London u. a. Englische Literatur. Nach Beendigung ihres Studiums arbeitete sie einige Zeit als Schreibkraft; aus dieser Zeit stammen auch ihre ersten literarischen Versuche. Eine ihrer Kurzgeschichten wurde 2004 mit dem Fay-Weldon-Preis der BBC3 ausgezeichnet.
Downie ist verheiratet und hat zwei Söhne. Mit ihrer Familie lebt sie in der Grafschaft Buckinghamshire und konnte 2006 mit ihrem Roman „Tod einer Sklavin“ sehr erfolgreich debütieren.

## Werke (Auswahl)
Medicus Ruso Reihe
- Medicus and the disappearing dancing girls. London 2007.[1]
  - Deutsch: Tod einer Sklavin. Ein Fall für Medicus Ruso. Neuaufl. Goldmann, München 2009, ISBN 978-3-442-47180-5 (übersetzt von Bärbel und Velten Arnold)
- Ruso and the demented doctor. London 2008.[2]
  - Deutsch: Der Fluch des Hirschgottes. Ein Fall für Medicus Ruso. Goldmann, München 2009, ISBN 978-3-442-46349-7 (übersetzt von Bärbel und Velten Arnold)
- Ruso and the root of all evils. Michael Joseph, London 2010, ISBN 978-0-14-103692-2.[3]
- Ruso and the River of Darkness. Penguin Books, Harmondsworth 2011, ISBN 978-0-14-103694-6.[4]
- Semper fidelis. London 2013.
- Tabula rasa. London 2014.
- Vita brevis. London 2016.
- Memento mori. London 2018.